# Trophée des champions 2011
La Supercoppa di Francia 2011 (ufficialmente Trophée des champions 2011) è stata la trentacinquesima edizione della Supercoppa di Francia, la sedicesima organizzata dalla Ligue de Football Professionnel.
Si è svolta il 27 luglio 2011 allo Stade Ibn Batouta di Tangeri tra il Lilla, vincitore della Ligue 1 2010-2011 e della Coppa di Francia 2010-2011, e l'Olympique Marsiglia, secondo classificato nella Ligue 1 2010-2011.
A conquistare il titolo è stato l'Olympique Marsiglia che ha vinto per 5-4 grazie a un rigore nei minuti di recupero realizzato da André Ayew, autore di una tripletta e nominato miglior giocatore della partita.

## Partecipanti
| Squadre             | Qualificazione                                                       | Partecipazioni precedenti (il grassetto indica la vittoria) |
| ------------------- | -------------------------------------------------------------------- | ----------------------------------------------------------- |
| Lilla               | Vincitore della Ligue 1 2010-2011 e della Coppa di Francia 2010-2011 | 1 (1955)                                                    |
| Olympique Marsiglia | Secondo classificato nella Ligue 1 2010-2011                         | 4 (1969, 1971, 1972, 2010)                                  |

## Tabellino
| Arbitro: | El Ahrach |

|                                          |           |                                                          |
| Balmont 9’ Hazard 57’ Sow 72’ Baša 90+2’ | Marcatori | 71’ 90+1’ (rig.) 90+5’ (rig.) A. Ayew 85’ Morel 87’ Rémy |

| Lilla | O. Marsiglia |

### Formazioni
| Lilla:          |    |                  |          |       |
|                 |    |                  |          |       |
| P               | 1  | Mickaël Landreau |          |       |
| D               | 2  | Mathieu Debuchy  |          |       |
| D               | 25 | Marko Baša       |          |       |
| D               | 22 | Aurélien Chedjou | 40’, 89’ |       |
| D               | 18 | Franck Béria     |          |       |
| C               | 4  | Florent Balmont  |          | 90+2’ |
| C               | 24 | Rio Mavuba (c)   |          | 64’   |
| C               | 17 | Benoît Pedretti  | 87’      |       |
| A               | 8  | Dimitri Payet    |          | 68’   |
| A               | 29 | Moussa Sow       |          |       |
| A               | 9  | Eden Hazard      |          | 81’   |
| A disposizione: |    |                  |          |       |
| P               | 16 | Vincent Enyeama  |          |       |
| D               | 6  | Pape Souaré      |          |       |
| D               | 14 | David Rozehnal   |          |       |
| C               | 5  | Idrissa Gueye    |          | 81’   |
| C               | 10 | Ludovic Obraniak |          | 68’   |
| A               | 20 | Ronny Rodelin    |          | 90+2’ |
| A               | 33 | Omar Wade        |          |       |
| Allenatore:     |    |                  |          |       |
| Rudi Garcia     |    |                  |          |       |

| Olympique Marsiglia: |    |                     |    |     |
|                      |    |                     |    |     |
| P                    | 30 | Steve Mandanda (c)  |    |     |
| D                    | 24 | Rod Fanni           |    |     |
| D                    | 17 | Souleymane Diawara  |    |     |
| D                    | 21 | Stéphane M'Bia      |    |     |
| D                    | 15 | Jérémy Morel        | 8’ |     |
| C                    | 8  | Lucho González      |    |     |
| C                    | 4  | Alou Diarra         |    |     |
| C                    | 7  | Benoît Cheyrou      |    | 66’ |
| A                    | 19 | Morgan Amalfitano   |    | 66’ |
| A                    | 11 | Loïc Rémy           |    |     |
| A                    | 20 | André Ayew          |    |     |
| A disposizione:      |    |                     |    |     |
| P                    | 1  | Gennaro Bracigliano |    |     |
| D                    | 2  | César Azpilicueta   |    |     |
| D                    | 26 | Jean-Philippe Sabo  |    |     |
| C                    | 6  | Édouard Cissé       |    |     |
| C                    | 12 | Charles Kaboré      |    | 66’ |
| A                    | 9  | Chris Gadi          |    |     |
| A                    | 23 | Jordan Ayew         |    | 66’ |
| Allenatore:          |    |                     |    |     |
| Didier Deschamps     |    |                     |    |     |